# Antonio Bonazza

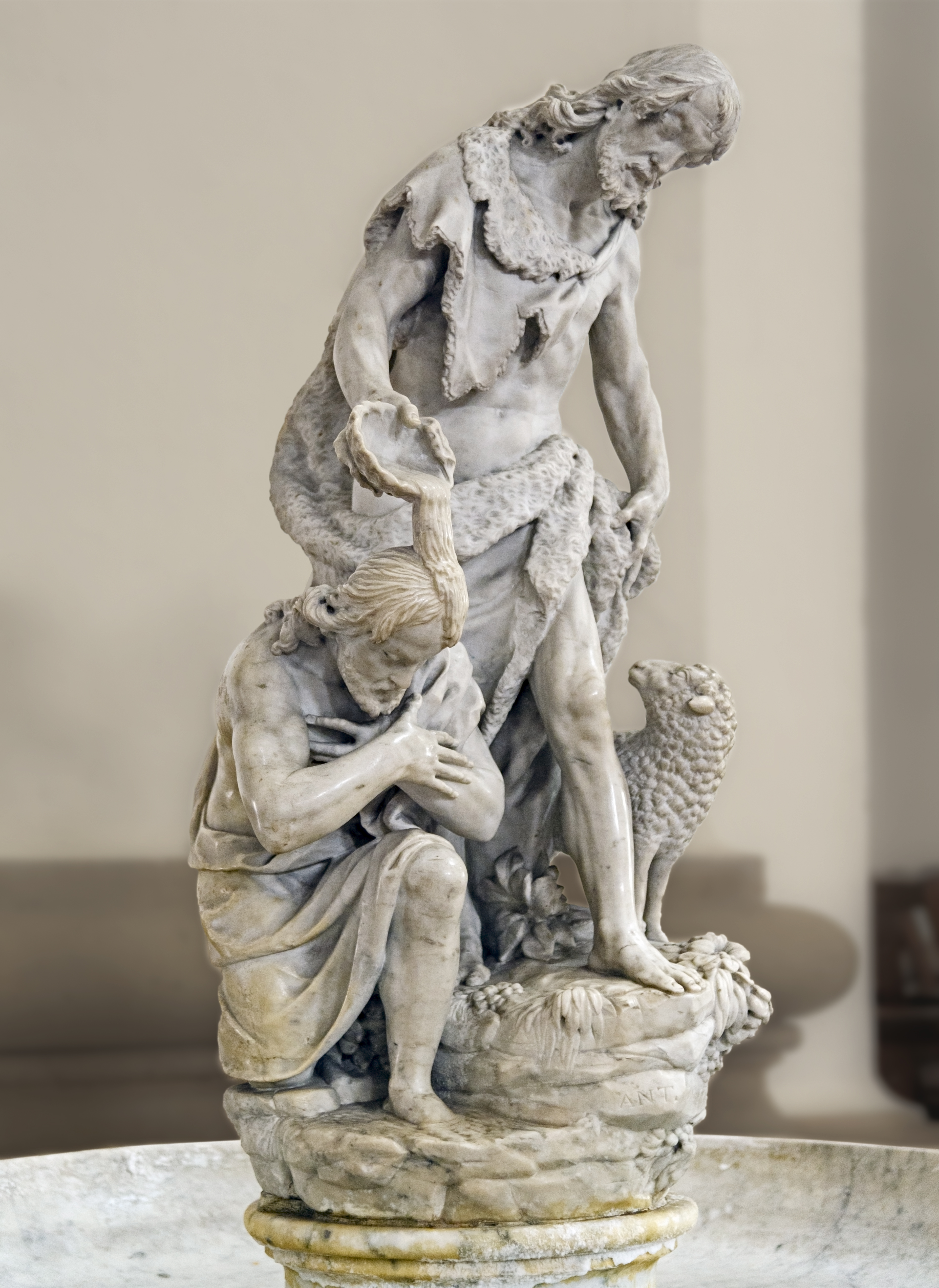
Battesimo di Gesù Cristo Duomo di Padova

Antonio Bonazza (Padova, 23 dicembre 1698 – 12 gennaio 1763?) è stato uno scultore italiano, della corrente Rococò.

## Biografia

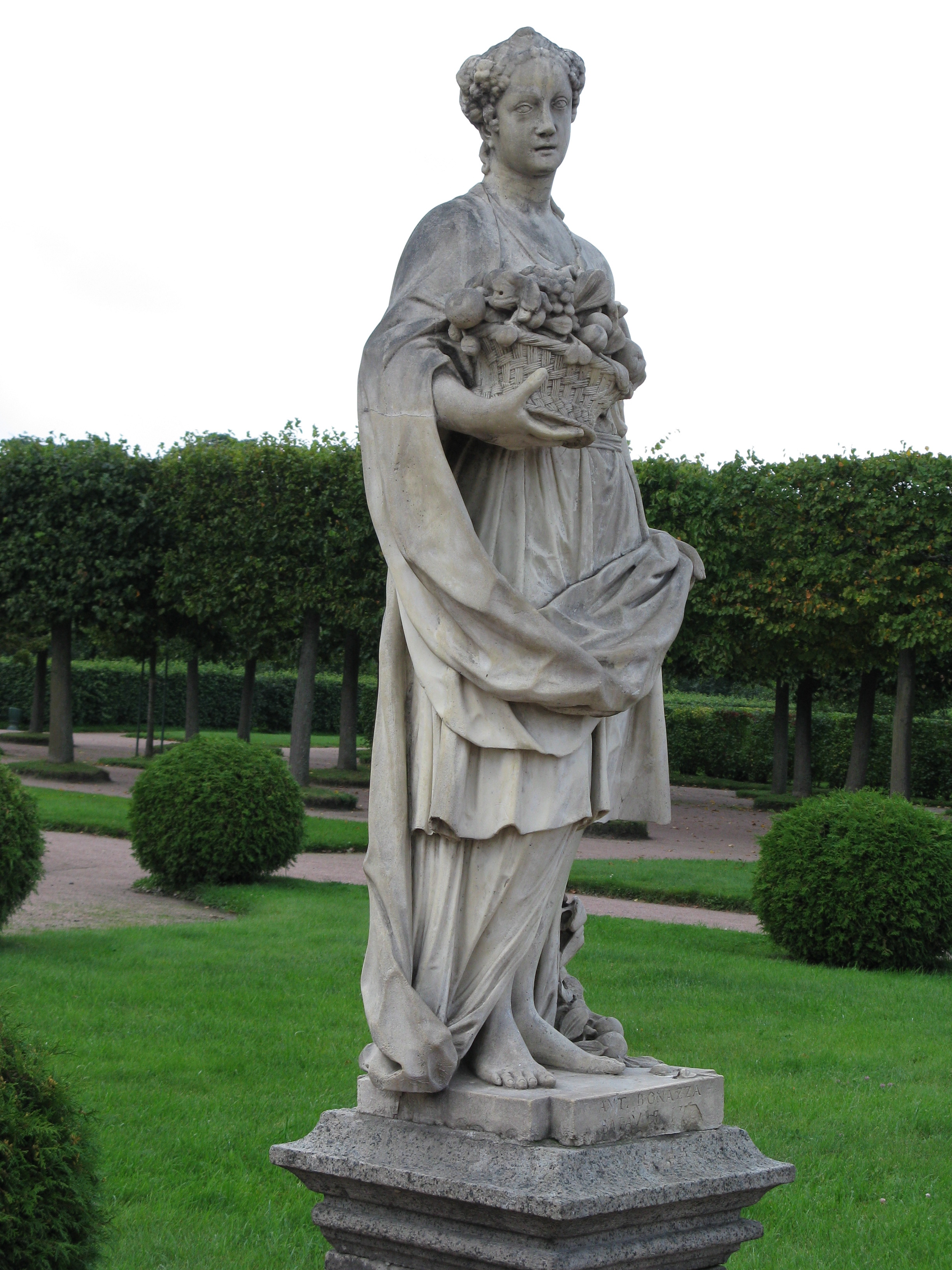
Pomona

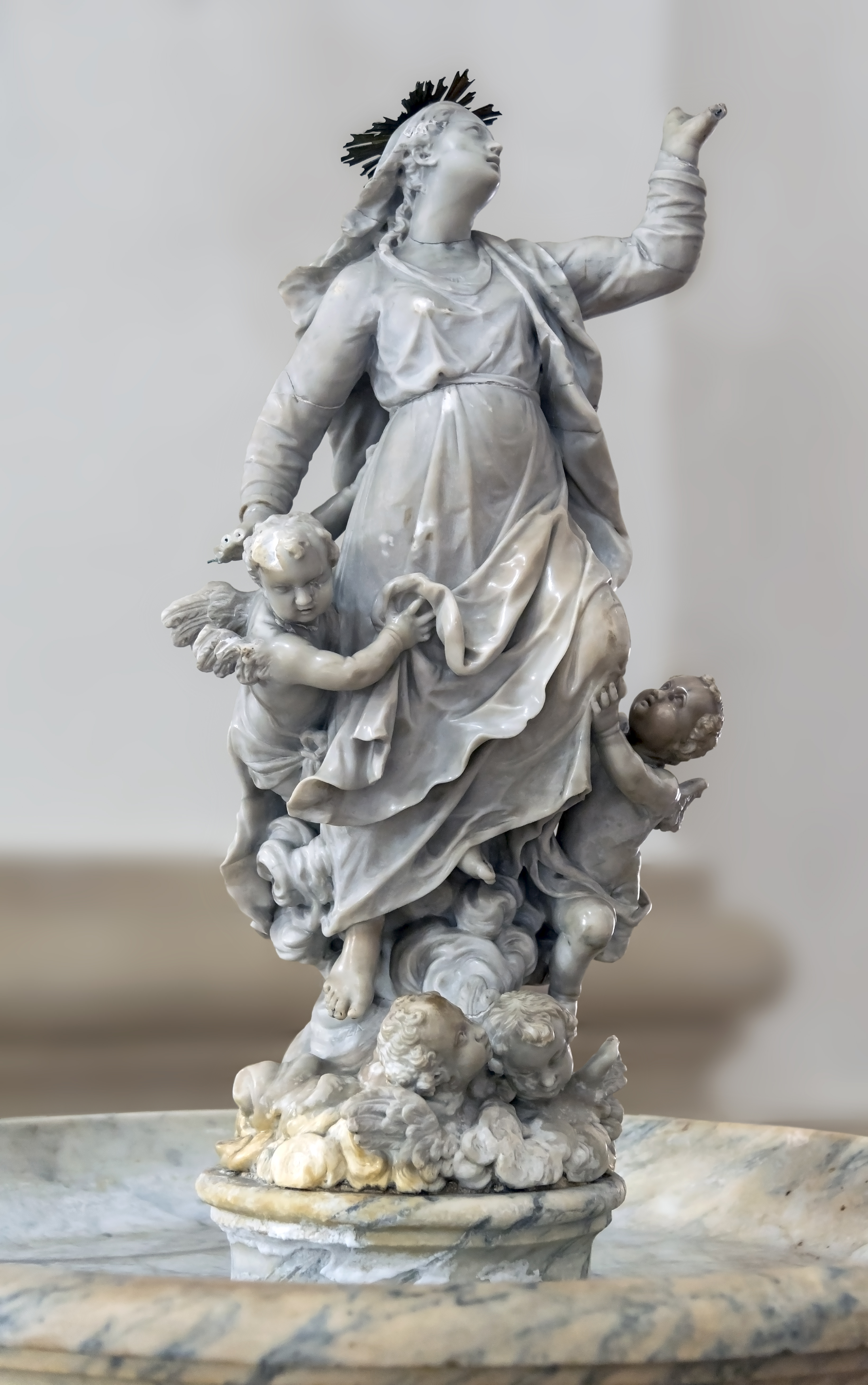
Santa Maria Assunta Duomo di Padova

Figlio dello scultore Giovanni, e fratello di Francesco e Tommaso, con i quali realizzò intorno al 1730 due bassorilievi nella basilica dei SS. Giovanni e Paolo a Venezia.
Esordì nel 1738 con piccole figure di angeli in un elegante stile tardobarocco, realizzate per il tabernacolo sull'altar maggiore della canonica a Carrara San Giorgio (Padova).
Visse quasi stabilmente a Padova, dove sposò nel 1739 la nobile Margherita Serigo.
Nei primi anni di attività lavorò per la parrocchiale di Boara Polesine (Rovigo) creando una Madonna con Bambino, per la parrocchiale di Borso del Grappa (Treviso) realizzando un San Giovanni Battista e un San Zeno, per la parrocchiale di Cornegliana (Padova) con le Stazioni della via Crucis, per la parrocchiale di Stanghella (Padova) con San Pietro e San Paolo.
Nel 1742 completò una vasta serie di sculture da giardino commissionata a Bagnoli di Sopra per la villa di Ludovico Widmann, caratterizzata da rappresentazioni mitologiche e da scene di genere formate da soldati, contadini, schiavitù, nobili e dame; queste opere sono ritenute tra le più pregevoli della scultura rococò europea.
Nel 1757 consegnò un gruppo di statue per il giardino di Peterhof a San Pietroburgo.
Tra le sue opere più significative si annoverarono le Virtù espressive conservate nella chiesa del Torresino padovana, i busti naturalistici del duomo di Padova raffiguranti il Cardinale Rezzonico e il Papa Clemente XIV, gli angeli luminosi conservati nei luoghi di culto veneti, le statue installate in vari giardini di Venezia e dintorni.
Nella sua ultima fase creativa Bonazza si avvicinò uno stile realista, come evidenziò nella Santa Anna del 1758 nella chiesa parrocchiale di Carrara San Giorgio (Padova), e nella pregevole marmorea Pietà per la chiesa di S. Giovanni di Verdara (Museo Civico di Padova).
Bonazza sposò, il 25 gennaio 1739, Margherita Anna Serego, di origine nobile, con la quale ebbe dieci figli. Fu membro della fraglia padovana dei tagliapietra, con la quale ebbe cariche direttive.

## Stile
La sua capacità si riscontrò nella sintesi tra la tradizione artistica veneta e in una spinta innovativa in grado di superare la barriera del conformismo decorativo contemporaneo.
Ricevette l'influenza del vicentino Orazio Marinali.
Plasmò con una essenza di chiaroscuri affine a Piazzetta e con una espressività narrativa e psicologica vicina ai personaggi goldoniani.
Dalle sue sculture prese spunto F. A. Bustelli per i temi e i disegni delle sue porcellane, mentre i suoi seguaci più noti furono Francesco Androsi e Danieletti. 
Grazie a lui Padova divenne un centro importante per la produzione scultorea veneta.